# Ган-ам-Зее
Ган-ам-Зее (нім. Hahn am See) — громада в Німеччині, розташована в землі Рейнланд-Пфальц. Входить до складу району Вестервальд. Складова частина об'єднання громад Вальмерод.
Площа — 3,69 км2. Населення становить 385 ос. (станом на 31 грудня 2020).